# Luisito (torero)
Ludovic Lelong, más conocido como  ” Luisito ”, nacido el 15 de febrero de 1975  en París, es un torero francés .

## Presentación
"Luisito" es considerado como el Parisino de Cherburgo, donde pasó su infancia y donde todavía tiene activa una Peña Taurina a pesar de su retirada del ruedo . Hizo su aprendizaje en el Centro Taurino Francés en Nimes, antes de venir a Gimont en el departamento de Gers para su primera novillada sin picadores el 23 de mayo de 1992.

## Carrera profesional
Su primera novillada picada tiene lugar el 18 de febrero de 1994 en Nimes con Javier Conde y José Antonio Canales Rivera frente a los toros de El Capea el 1 de septiembre de 1996 , hace su presentación en Madrid con Curro Díaz y Carlos Pacheco frente a toros de la ganadería Martín Peñato.
El 16 de agosto de 1997 tomó la alternativa en Bayona.
Dejó la profesión en 2004 tras una última corrida de toros en Grau-du-Roi el 3 de agosto junto con Fernando Cruz e Iván Vicente ante toros de Martelilla. Entre 2004 y 2008, se mudó a Burkina Faso, donde trabajó para casinos. En 2008 se traslada a Sanlúcar de Barrameda donde se desempeña como exportador de frutas y hortalizas. Vive con su esposa e hija.
Alejado del mundo taurino desde 2004, en 2012, se le ve acompañando al novillero Pablo Aguado como un apoderado , posteriormente entra en el apoderamiento de Emilio de Justo hasta terminar la temporada 2019, donde comenzó a apoderar a Jiménez Fortes aunque solo estuve un mes de apoderado